# Lorenzo de Monacis
Lorenzo de Monacis (fl. 1420) est un diplomate et chroniqueur vénitien du début du XVe siècle.

## Biographie
Lorenzo de Monacis est connu par sa « Chronique des affaires de Venise depuis 1354 jusqu’à la conjuration du seigneur Faliero » et son « Poème sur Charles II, roi de Hongrie », dans le style épique, qui est l'une des sources de la Chronique de Johannes de Thurocz. Ce poème est dédié à la reine Marie de Hongrie, auprès de laquelle Lorenzo était ambassadeur.
Au début de sa Chronique des affaires de Venise ... , il met en parallèle Venise et Rome, soulignant l'absence de liberté de celle-ci, ville corrompue et déchirée par les guerres civiles, et la comparant à la pleine liberté dont jouissent les habitants de la Sérénissime. Il célèbre la Constitution vénitienne, harmonieuse et bien équilibrée, comme un exemple parfait de régime mixte, correspondant aux idéaux classiques, incarnés dans l'Antiquité par Sparte ou la République romaine.

## Œuvres
- De rebus Venetis ab urbe condita ad annum 1354 ; le savant Fl Cornaro l’a publiée avec une préface et des notes, Venise, 1758, in-4°. Felice Osio en avait extrait le treizième livre, qui contient la vie d’Ezzelino III da Romano, tyran de Padoue, et l’avait publié, avec des notes, dans les pièces préliminaires de l’Historia augusta d’Albertino Mussato, Venise, 1636, in-fol. Ce morceau, l’un des plus intéressants de l’ouvrage, a été inséré dans le Thesaur. ital. de Burmann, t. VI, et dans les Scriptor. Ital. de Muratori, tom. VII.

On conserve dans les manuscrits de la bibliothèque de Trévise, l’Oraison funèbre de Vital Landi, prononcée par Lorenzo de Monacis, en présence du doge de Venise. On cite encore de lui deux pièces de vers : Carmen metricum de Caroli parvi regis Hungariæ lugubri exilio ; et Pia descriptio miserabilis casus illustrissimæ reginæ Hungariæ.